# 坎波斯皮诺索
坎波斯皮诺索（義大利語：Campospinoso），是意大利帕维亚省的一个市镇。总面积3.69平方公里，人口922人，人口密度249.9人/平方公里（2009年）。国家统计（ISTAT）代码为018026。